# Membrey
Membrey é uma comuna francesa na região administrativa de Borgonha-Franco-Condado, no departamento de Alto Sona. Estende-se por uma área de 11,01 km². Em 2010 a comuna tinha 244 habitantes (densidade: 22,2 hab./km²).